# Фалемичі
Фале́мичі (раніше Хвали́мичі) — село в Україні, у Зимнівській сільській територіальній громаді Володимирського району Волинської області.
Населення становить 231 особу. Кількість дворів (квартир) — 81. З них 2 нових (після 1991 р.).

## Географія
Селом протікає річка Луга.

## Історія
Село Фалемичі вперше згадується у Повісті временних літ, у 1156 році: 
«И про то поиде къ Володимєрю ища Володимєрѹ и снѧстасѧ Гѹрги съ Ꙗрославомъ Галичьскъıм̑  оу Свинѹсехъ въ селѣ. И ѿтѹда поидоста къ Володимєрю. И стаста въ Хвалимичєхъ тѹ жє пріидє къ нима Володимєръ Мьстиславичь, изъ Ѹгоръ.»
У 1490 році, 24 квітня село було надане великим князем Казимиром князям Олександру та Михайлу Санґушковичам, разом з селами Заєчичі та Тишковичі Володимирського повіту, взамін на надане їхньому батькові Санґушку Федоровичу село Тростяниця Каменецкого повіту.
У 1895 році у Фалемичах було знайдено скарб з 480 срібних австрійських, іспанських, польських, бранденбурзьких та данцизьких монет XVII ст., який був викуплений Археологічною комісією у Петербурзі.
У 1906 році село Микулицької волості Володимир-Волинського повіту Волинської губернії. Відстань від повітового міста 5 верст, від волості 10. Дворів 34, мешканців 557.

### Друга світова війна
Під час нападу влітку 1943 року польської банди на село були замордовані 11 українців:
1. Королюк Василь.
2. Ліда (прізвище невідоме), 20 р., вбита і згоріла.
3. Королюк Артамон, 55 р., вбитий на полі під час жнивування, 1943 р. Похований у Володимирі.
4. Мазурок (дочка, 4 р.) вбита прикладом і згоріла разом з мамою в своїй хаті. Похована в Фалемичах.
5. Мазурок Марія, вбита багнетом у груди, згоріла в своїй хаті в жнива 1943 р.
6. Максим'юк Наталія, 55 р., застрелена.
7. Музичук Дмитро, 10 р., застрелений на пасовищі, коли пас корову.
8. Пастущук Ліза, 10 р., вбита і згоріла.
9. Юхно Полікарп, 45 р., розіп'ятий на дверях стодоли зубцями від борони, згорів живцем.
10. Юхно Євдокія, 22 р. Згоріла живцем.
11. Юхно Олена, 20 р., прибита до порога стодоли зубцями від дерев'яної борони, згоріла живцем.

6 осіб були поранені. Ні один поляк у с. Фалемичі не загинув, хоча В. і Е. Сємашки в своїй книзі на с. 861 пишуть, що ніби-то загинуло в селі три поляки, а українців жодного.
У серпні 2015 року село увійшло до складу новоствореної Зимнівської сільської громади.
12 червня 2020 року, відповідно до розпорядження Кабінету Міністрів України № 708-р «Про визначення адміністративних центрів та затвердження територій територіальних громад Волинської області», увійшло до складу Зимнівської сільської територіальної громади.
19 липня 2020 року, в результаті адміністративно-територіальної реформи та ліквідації  Володимир-Волинського району(1940—2020), село увійшло до новоутвореного Володимир-Волинського району (від 18 липня 2022 Володимирського).

## Населення
Згідно з переписом УРСР 1989 року чисельність наявного населення села становила 229 осіб, з яких 106 чоловіків та 123 жінки.
За переписом населення України 2001 року в селі мешкало 229 осіб.

### Мова
Розподіл населення за рідною мовою за даними перепису 2001 року:
| Мова       | Відсоток |
| ---------- | -------- |
| українська | 97,40 %  |
| російська  | 1,73 %   |
| білоруська | 0,87 %   |

## Пам'ятки
На південний схід від села розташований лісовий заказник «Липовий Гай».

## ЗМІ
В селі доступні такі телеканали: УТ-1, 1+1, Інтер, СТБ, UA: Волинь. Радіомовлення здійснюють UA: Радіо «Промінь», Радіо «Світязь», Радіо «Луцьк».

## Інфраструктура
Село газифіковане. Дорога з твердим покриттям у задовільному стані. Наявне постійне транспортне сполучення з районним та обласним центрами.
В селі функціонує Покровська церква ПЦУ. Кількість прихожан — 100 осіб. Працює фельдшерсько-акушерський пункт, торговельний заклад.